# Gruppo triangolare
In algebra un gruppo triangolare è un gruppo generato dalle riflessioni lungo i lati di un triangolo con angoli
{\displaystyle {\frac {\pi }{l}},{\frac {\pi }{m}},{\frac {\pi }{n}}.}
Il triangolo è contenuto nel piano euclideo, nel piano iperbolico o nella sfera a seconda che la somma degli angoli interni sia uguale, minore o maggiore di {\displaystyle \pi }. Il gruppo triangolare è anche il gruppo di simmetrie della tassellazione del piano corrispondente.
Un gruppo triangolare è un particolare gruppo di Coxeter.

## Definizione
Siano {\displaystyle l,m,n} tre numeri interi maggiori o uguali a 2. Sia {\displaystyle T} un triangolo avente angoli interni
{\displaystyle {\frac {\pi }{l}},{\frac {\pi }{m}},{\frac {\pi }{n}}.}
La somma degli angoli interni è 
{\displaystyle \pi \cdot \left({\frac {1}{l}}+{\frac {1}{m}}+{\frac {1}{n}}\right).}
In geometria euclidea un tale triangolo esiste soltanto se la somma degli angoli interni è {\displaystyle \pi }, e cioè se 
{\displaystyle {\frac {1}{l}}+{\frac {1}{m}}+{\frac {1}{n}}=1.}
Se la somma degli angoli interni è maggiore o minore di {\displaystyle \pi }, un tale triangolo esiste nelle altre due geometrie non euclidee più importanti, e cioè la geometria sferica e la geometria iperbolica. Le figure seguenti mostrano un triangolo sferico (in cui la somma degli angoli interni {\displaystyle \alpha +\beta +\gamma } è maggiore di {\displaystyle \pi }) e un triangolo iperbolico (in cui è minore di {\displaystyle \pi }):
| Triangolo sferico | Triangolo iperbolico |

Il gruppo triangolare
{\displaystyle \Delta (l,m,n)}
è il gruppo di simmetrie del piano (euclideo, sferico o iperbolico) generato dalle tre riflessioni lungo i tre lati del triangolo. Indicando con {\displaystyle a,b,c} queste riflessioni, il gruppo triangolare ha la seguente presentazione:
{\displaystyle \langle a,b,c\ |\ a^{2}=b^{2}=c^{2}=(ab)^{n}=(bc)^{l}=(ca)^{m}=1\rangle .}
Le relazioni {\displaystyle a^{2}=b^{2}=c^{2}=1} sono dovute al fatto che una riflessione ha ordine 2, mentre le relazioni {\displaystyle (ab)^{n}=(bc)^{l}=(ca)^{m}=1} sono conseguenza del fatto che la composizione {\displaystyle ab} è una rotazione di angolo {\displaystyle 2\pi /n} attorno al vertice avente angolo {\displaystyle \pi /n} ed ha quindi ordine {\displaystyle n}.